# 西藏虎耳草
西藏虎耳草（学名：Saxifraga tibetica）为虎耳草科虎耳草属下的一个种。

## 扩展阅读
維基物種上的相關：西藏虎耳草